# Союз Т-11
Союз Т-11 — радянський космічний корабель (КК) серії «Союз Т», типу Союз Т (7К-СТ). Серійний номер 17Л. Реєстраційні номери: NSSDC ID: 1984-032A; NORAD ID: 14872.
Здійснено шостий політ до орбітальної станції Салют-7.
Старт з одинадцятим міжнародним екіпажем за програмою Інтеркосмос, екіпажем третіх відвідин орбітальної станції Салют-7 (ЕП-3): Малишев/Стрекалов/Шарма; посадка з третім основним екіпажем орбітальної станції Салют-7 (ЕО-3): Кизим/Соловйов/Атьков.
Під час старту космічного корабля Союз Т-10 тривав політ шатла Челенджер місії STS-41C. Під час польоту корабля Союз Т-11 закінчився політ шатла Челенджер місії STS-41C; відбулись польоти космічних кораблів Прогрес-20, Прогрес-21, Прогрес-22, Союз Т-12, Прогрес-23, шатла Діскавері місії STS-41D; здійснено перестикування корабля з заднього стикувального порту на передній стикувальний порт, щоб звільнити стикувальний порт для КК Прогрес-20; здійснено сім виходів у відкритий космос зі станції Салют-7, з них п'ять для ремонту пошкодженої лінії подачі окисника, один для встановлення додаткових панелей сонячних батарей і один для першого виходу космонавтки.

## Параметри польоту
- Маса корабля — 6850 кг
- Нахил орбіти — 51,61°
- Орбітальний період — 89,12 хвилини
- Перигей — 197,8 км
- Апогей — 293,1 км

## Екіпаж

### Стартовий
- Основний

Командир ЕП-3 — Малишев Юрій Васильович
Бортінженер ЕП-3 — Стрекалов Геннадій Михайлович
Космонавт-дослідник ЕП-3 — Шарма Ракеш
- Дублерний

Командир ЕП-3 — Березовий Анатолій Миколайович
Бортінженер ЕП-3 — Гречко Георгій Михайлович
Космонавт-дослідник ЕП-3 — Мальхотра Равіш

### Посадковий
Командир ЕО-3 — Кизим Леонід Денисович
Бортінженер ЕО-3 — Соловйов Володимир Олексійович
Лікар-космонавт ЕО-3 — Атьков Олег Юрійович

## Хронологія польоту
| Дата      | Час (UTC) | Подія | Схема                   |
| --------- | --------- | --- | ----------------------- |
| 1984 рік  |           | |                         |
| 3 квітня  | 13:08:42  | З космодрому Байконур ракетою-носієм Союз-У (11А511У) запущено космічний корабель Союз Т-11 з екіпажем Малишев/Стрекалов/Шарма. | Союз Т-10+Салют-7       |
| 4 квітня  | 14:31:11  | Стикування космічного корабля Союз Т-11 з екіпажем третіх відвідин станції (ЕП-3) Малишев/Стрекалов/Шарма до заднього стикувального порту комплексу Салют-7 — Союз Т-10. Екіпаж станції після стикування: Кизим/Соловйов/Атьков/Малишев/Стрекалов/Шарма (ЕО-3 і ЕП-3).                                        | СоюзТ-10+Сал-7+СоюзТ-11 |
| 6 квітня  | 13:58:00  | З космодрому на мисі Канаверал запущено шатл Челенджер місії STS-41C з екіпажем Кріппен/Скобі/Харт/Нельсон/ван Хофтен. Вперше на орбіті опинилось одночасно одинадцять осіб: (ЕО-3, ЕП-3 і STS-41C). | СоюзТ-10+Сал-7+СоюзТ-11 |
| 8 квітня  | 14:18     | Початок першого виходу у відкритий космос з шатла Челенджер місії STS-41C космонавтів Нельсона і ван Хофтена. | СоюзТ-10+Сал-7+СоюзТ-11 |
| 8 квітня  | 17:15     | Закінчення першого виходу у відкритий космос з шатла Челенджер місії STS-41C космонавтів Нельсона і ван Хофтена тривалістю 2:57. | СоюзТ-10+Сал-7+СоюзТ-11 |
| 11 квітня | 07:33     | Відстикування космічного корабля Союз Т-10 з екіпажем третіх відвідин станції Малишев/Стрекалов/Шарма від переднього стикувального порту комплексу Салют-7 — Союз Т-11. Екіпаж станції після відстикування: Кизим/Соловйов/Атьков.                                                                            | Салют-7+Союз Т-11       |
| 11 квітня | 08:58     | Початок другого виходу у відкритий космос з шатла Челенджер місії STS-41C космонавтів Нельсона і ван Хофтена. | Салют-7+Союз Т-11       |
| 11 квітня | 10:00?    | Гальмівний імпульс космічного корабля Союз Т-10 з екіпажем Малишев/Стрекалов/Шарма. | Салют-7+Союз Т-11       |
| 11 квітня | 10:48:48  | Посадка космічного корабля Союз Т-10 з екіпажем Малишев/Стрекалов/Шарма. | Салют-7+Союз Т-11       |
| 11 квітня | 15:14     | Закінчення другого виходу у відкритий космос з шатла Челенджер місії STS-41C космонавтів Нельсона і ван Хофтена тривалістю 6:16. | Салют-7+Союз Т-11       |
| 13 квітня | 10:27     | Відстикування космічного корабля Союз Т-11 з екіпажем Кизим/Соловйов/Атьков від заднього стикувального порту станції Салют-7, щоб звільнити стикувальний порт для КК Прогрес-20. Станція знелюдніла. | Салют-7                 |
| 13 квітня | 10:47     | Стикування космічного корабля Союз Т-11 з екіпажем Кизим/Соловйов/Атьков до переднього стикувального портустанції "Салют-7. Екіпаж станції Салют-7 після стикування: Кизим/Соловйов/Атьков. | Салют-7+Союз Т-11       |
| 13 квітня | 12:29     | Гальмівний імпульс шатла Челенджер місії STS-41C з екіпажем Кріппен/Скобі/Харт/Нельсон/ван Хофтен. | Салют-7+Союз Т-11       |
| 13 квітня | 13:38:55  | Посадка шатла Челенджер місії STS-41C з екіпажем Кріппен/Скобі/Харт/Нельсон/ван Хофтен на доріжці 17 авіабази Едвардс. | Салют-7+Союз Т-11       |
| 15 квітня | 08:12:53  | З космодрому Байконур ракетою-носієм Союз-У (11А511У) запущено космічний корабель Прогрес-20. | Салют-7+Союз Т-11       |
| 17 квітня | 09:22     | Стикування космічного корабля Прогрес-20 до заднього стикувального порту комплексу Салют-7 — Союз Т-11. | Прог-20+Сал-7+Союз Т-11 |
| 23 квітня | 04:31     | Початок першого виходу у відкритий космос зі станції Салют-7 космонавтів Кизима і Соловйова. | Прог-20+Сал-7+Союз Т-11 |
| 23 квітня | 08:46     | Закінчення першого виходу у відкритий космос зі станції Салют-7 космонавтів Кизима і Соловйова тривалістю 4:15; встановлено допоміжне обладнання для ремонту розірваної головної лінії подачі окислювача рушійної установки станції.                                                                          | Прог-20+Сал-7+Союз Т-11 |
| 26 квітня | 02:40     | Початок другого виходу у відкритий космос зі станції Салют-7 космонавтів Кизима і Соловйова. | Прог-20+Сал-7+Союз Т-11 |
| 26 квітня | 07:40     | Закінчення другого виходу у відкритий космос зі станції Салют-7 космонавтів Кизима і Соловйова тривалістю 5:00; почато ремонт розірваної головної лінії подачі окислювача рушійної установки станції: прорізано теплову ізоляцію станції, видалено стандартну лінію і встановлено клапани для обхідних ліній. | Прог-20+Сал-7+Союз Т-11 |
| 29 квітня | 01:35     | Початок третього виходу у відкритий космос зі станції Салют-7 космонавтів Кизима і Соловйова. | Прог-20+Сал-7+Союз Т-11 |
| 29 квітня | 04:20     | Закінчення третього виходу у відкритий космос зі станції Салют-7 космонавтів Кизима і Соловйова тривалістю 2:45; продовжено ремонт розірваної головної лінії подачі окислювача рушійної установки станції: встановлено першу лінію обходу пошкодженої ділянки.                                                | Прог-20+Сал-7+Союз Т-11 |
| 3 травня  | 23:15     | Початок четвертого виходу у відкритий космос зі станції Салют-7 космонавтів Кизима і Соловйова. | Прог-20+Сал-7+Союз Т-11 |
| 4 травня  | 02:00     | Закінчення четвертого виходу у відкритий космос зі станції Салют-7 космонавтів Кизима і Соловйова тривалістю 2:45; закінчено ремонт розірваної головної лінії подачі окислювача рушійної установки станції: встановлено другу лінію обходу пошкодженої ділянки.                                               | Прог-20+Сал-7+Союз Т-11 |
| 6 травня  | 17:46     | Відстикування космічного корабля Прогрес-20 від заднього стикувального порту комплексу Салют-7 — Союз Т-11. | Салют-7+Союз Т-11       |
| 7 травня  | 08:56     | Гальмівний імпульс космічного корабля Прогрес-20. | Салют-7+Союз Т-11       |
| 7 травня  | 09:45?    | Схід з орбіти космічного корабля Прогрес-20. | Салют-7+Союз Т-11       |
| 7 травня  | 22:47:15  | З космодрому Байконур ракетою-носієм Союз-У (11А511У) запущено космічний корабель Прогрес-21. | Салют-7+Союз Т-11       |
| 10 травня | 00:10     | Стикування космічного корабля Прогрес-21 до заднього стикувального порту комплексу Салют-7 — Союз Т-11. | Прог-21+Сал-7+Союз Т-11 |
| 18 травня | 17:52     | Початок п’ятого виходу у відкритий космос зі станції Салют-7 космонавтів Кизима і Соловйова. | Прог-21+Сал-7+Союз Т-11 |
| 18 травня | 20:57     | Закінчення п’ятого виходу у відкритий космос зі станції Салют-7 космонавтів Кизима і Соловйова тривалістю 3:05; встановлено дві нові панелі сонячних батарей. | Прог-21+Сал-7+Союз Т-11 |
| 26 травня | 09:41     | Відстикування космічного корабля Прогрес-21 від заднього стикувального порту комплексу Салют-7 — Союз Т-11. | Салют-7+Союз Т-11       |
| 26 травня | 14:17     | Гальмівний імпульс космічного корабля Прогрес-21. | Салют-7+Союз Т-11       |
| 26 травня | 15:05?    | Схід з орбіти космічного корабля Прогрес-21. | Салют-7+Союз Т-11       |
| 28 травня | 14:12:52  | З космодрому Байконур ракетою-носієм Союз-У (11А511У) запущено космічний корабель Прогрес-22. | Салют-7+Союз Т-11       |
| 30 травня | 15:47     | Стикування космічного корабля Прогрес-22 до заднього стикувального порту комплексу Салют-7 — Союз Т-11. | Прог-22+Сал-7+Союз Т-11 |
| 15 липня  | 13:36     | Відстикування космічного корабля Прогрес-22 від заднього стикувального порту комплексу Салют-7 — Союз Т-11. | Салют-7+Союз Т-11       |
| 15 липня  | 18:07     | Гальмівний імпульс космічного корабля Прогрес-22. | Салют-7+Союз Т-11       |
| 15 липня  | 18:55?    | Схід з орбіти космічного корабля Прогрес-22. | Салют-7+Союз Т-11       |
| 17 липня  | 17:40:54  | З космодрому Байконур ракетою-носієм Союз-У (11А511У) запущено космічний корабель Союз Т-12 з екіпажем Джанібеков/Савицька/Волк. | Салют-7+Союз Т-11       |
| 18 липня  | 19:16:35  | Стикування космічного корабля Союз Т-12 з екіпажем четвертих відвідин Джанібеков/Савицька/Волк до заднього стикувального порту комплексу Салют-7 — Союз Т-11. Екіпаж станції Салют-7 після стикування: Кизим/Соловйов/Атьков/Джанібеков/Савицька/Волк(ЕО-3 і ЕП-4).                                           | СоюзТ-12+Сал-7+СоюзТ-11 |
| 25 липня  | 14:55     | Початок виходу у відкритий космос зі станції Салют-7 космонавтів Джанібекова і Савицької. | СоюзТ-12+Сал-7+СоюзТ-11 |
| 25 липня  | 18:29     | Закінчення виходу у відкритий космос зі станції Салют-7 космонавтів Джанібекова і Савицької тривалістю 3:34; перший вихід космонавтки, випробувано універсальний ручний інструмент. | СоюзТ-12+Сал-7+СоюзТ-11 |
| 29 липня  | 09:38     | Відстикування космічного корабля Союз Т-12 з екіпажем четвертих відвідин Джанібеков/Савицька/Волк від заднього стикувального порту комплексу Салют-7 — Союз Т-11. Екіпаж станції Салют-7 після відстикування: Кизим/Соловйов/Атьков.                                                                          | Салют-7+Союз Т-11       |
| 29 липня  | 12:10?    | Гальмівний імпульс космічного корабля Союз Т-12 з екіпажем Джанібеков/Савицька/Волк. | Салют-7+Союз Т-11       |
| 29 липня  | 12:55:30  | Посадка космічного корабля Союз Т-12 з екіпажем Джанібеков/Савицька/Волк. | Салют-7+Союз Т-11       |
| 8 серпня  | 08:46     | Початок шостого виходу у відкритий космос зі станції Салют-7 космонавтів Кизима і Соловйова. | Салют-7+Союз Т-11       |
| 8 серпня  | 13:46     | Закінчення шостого виходу у відкритий космос зі станції Салют-7 космонавтів Кизима і Соловйова тривалістю 5:00; використано пневматичний прес, доставлений на кораблі Союз Т-12, щоб перетиснути кінці пошкодженої лінії.                                                                                     | Салют-7+Союз Т-11       |
| 14 серпня | 06:28:15  | З космодрому Байконур ракетою-носієм Союз-У (11А511У) запущено космічний корабель Прогрес-23. | Салют-7+Союз Т-11       |
| 16 серпня | 08:11     | Стикування космічного корабля Прогрес-23 до заднього стикувального порту комплексу Салют-7 — Союз Т-11. | Прог-23+Сал-7+Союз Т-11 |
| 26 серпня | 16:13     | Відстикування космічного корабля Прогрес-23 від заднього стикувального порту комплексу Салют-7 — Союз Т-11. | Салют-7+Союз Т-11       |
| 28 серпня | 01:28     | Гальмівний імпульс космічного корабля Прогрес-23. | Салют-7+Союз Т-11       |
| 28 серпня | 02:15?    | Схід з орбіти космічного корабля Прогрес-23. | Салют-7+Союз Т-11       |
| 30 серпня | 12:41:50  | З космодрому на мисі Канаверал запущено шатл Діскавері місії STS-41D з екіпажем Хартсфілд/Коатс/Маллейн/Хаулі/Рєзнік/Вокер. | Салют-7+Союз Т-11       |
| 5 вересня | 12:36:20  | Гальмівний імпульс шатла Діскавері місії STS-41D з екіпажем Хартсфілд/Коатс/Маллейн/Хаулі/Рєзнік/Вокер. | Салют-7+Союз Т-11       |
| 5 вересня | 13:38:54  | Посадка шатла Діскавері місії STS-41D з екіпажем Хартсфілд/Коатс/Маллейн/Хаулі/Рєзнік/Вокер на доріжці 17 авіабази Едвардс. | Салют-7+Союз Т-11       |
| 2 жовтня  | 07:35     | Відстикування космічного корабля Союз Т-11 з екіпажем Кизим/Соловйов/Атьков від переднього стикувального порту станції Салют-7. Станція знелюдніла. | Салют-7                 |
| 2 жовтня  | 10:10?    | Гальмівний імпульс космічного корабля Союз Т-11 з екіпажем Кизим/Соловйов/Атьков. | Салют-7                 |
| 2 жовтня  | 10:25     | Відокремлення побутового відсіку від спускового апарата космічного корабля Союз Т-11. | Салют-7                 |
| 2 жовтня  | 10:57     | Посадка космічного корабля Союз Т-11 з екіпажем Кизим/Соловйов/Атьков. | Салют-7                 |